# Silent Hunter
Silent Hunter è un simulatore di sottomarini  pubblicato dalla Strategic Simulations (SSI) nel 1996 per il sistema operativo MS-DOS. Questo è il primo capitolo della serie Silent Hunter e l'unico non pubblicato da Ubisoft.

Nel 1997 è stata rilasciata la versione Silent Hunter: Commander's Edition contenente il gioco originale aggiornato alla versione 1.31, l'editor di scenari e le tre espansioni ufficiali (Patrol disk 1-2-3).

Le tre espansioni aggiungono 15 nuovi scenari e 2 zone di pattugliamento ciascuna (Malaysia, Sulu Sea, Hong Kong, Vietnam, Aleutian Islands, Java Sea). Vengono introdotte anche nuovi tipi di missione come: missioni di ricognizione fotografica (infiltrarsi in un porto nemico e fotografare le installazioni) e missioni "Lifeguard" (salvare piloti dell'aviazione abbattuti in mare).

Nel 2010 Ubisoft ne ha prodotto una versione per iOS.